# Mali-Föderation
Die Mali-Föderation war ein kurzlebiger Bundesstaat in Westafrika, bestehend aus den früheren französischen Kolonien Französisch-Sudan (die heutige Republik Mali) und Senegal, der die „Négritude“ propagierte.

## Entwicklung
Die Föderation wurde im Januar 1959 gegründet und brach im August 1960 wieder auseinander. Ursprünglich hatten sich auch Obervolta (das spätere Burkina Faso) und Dahomey (das spätere Benin) der Föderation angeschlossen, sich jedoch schon im März 1959 wieder zurückgezogen und stattdessen der Union Sahel-Benin angeschlossen. Die Hauptstadt der Mali-Föderation war Dakar.
Der Name der Föderation sollte die von den Franzosen gebrauchte Landesbezeichnung „Sudan“ vermeiden und knüpfte an die Tradition des alten Königreichs Mali an, das vom 11. bis zum 18. Jahrhundert bestand und über die Grenzen der heutigen Republik Mali hinaus reichte.
Der Regierungschef der Föderation, Modibo Keïta, sagte am 17. Januar 1959 in seiner Schlussrede vor der verfassunggebenden Versammlung in Dakar nach der Proklamierung der Föderation:

„Mali – ruhmreicher Name, der ganz Westafrika gehört, Symbol der Macht, der politischen, administrativen, wirtschaftlichen und kulturellen Organisationsfähigkeit des schwarzen Mannes; Wort, das bereits jetzt in den Herzen und Seelen das mystische Siegel der großen Hoffnung von morgen ausdrückt: der afrikanischen Nation! Verfassunggeber von Dakar! Ihr habt durch Eure Abstimmung den Grundstein für die Einheit Afrikas gelegt!“

Die Föderation erreichte am 20. Juni 1960 ihre Unabhängigkeit. Am 28. Juni bestätigte der Sicherheitsrat mit der Resolution 139 eine Aufnahme der Föderation in die Vereinten Nationen.
Die Mali-Föderation zerbrach bereits am 20. August 1960 an den Differenzen zwischen Keïta und Léopold Sédar Senghor.